# Иезуитский университет философии и образования Игнатианум
Иезуитский университет Игнатианум в Кракове (пол. Akademia Ignatianum w Krakowie) — частное католическое высшее учебное заведение, находящееся в ведении Общества Иисуса в Кракове, Польша. Официально признан государством Польша. В университете есть факультеты философии, дающие степень магистра и доктора философии, и факультеты образования, дающие степень магистра.

## История
История Ignatianum восходит к 1867 году, когда в Кракове был основан научно-дидактический центр Seminar Cracoviense Societatis Jesu. В 1932 году философский факультет Общества Иисуса в Кракове получил права католической школы с университетским статусом. В 1989 году, после социальных изменений в Польше, иезуиты смогли основать Игнатианум, папский университет с юридическим статусом. Он имеет факультеты философии и образования, присуждающие степени магистра, а также доктора философии по соглашению между правительством и католическими епископами Польши.
В октябре 1989 года был создан Институт религиозной культуры, двухлетняя философско-богословская программа обучения для мирян, а в 1990 году кафедра религиозной педагогики для подготовки светских учителей религиозного образования. 1 октября 2011 года название школы было изменено с Иезуитского университета философии и образования Игнатианум на Иезуитский университет Игнатианум. С 2012 года Ignatianum присуждает докторскую степень по гуманитарным наукам в области культурологии и философии.
Кафедра философии предлагает специальности в области философии, культурологии, психологии, журналистики и общественных коммуникаций. Кафедра образования предлагает специальности в области педагогики, политических исследований, социальной работы, управления и государственной политики, а также английской филологии. Очное обучение можно проходить через интернет.

## Дополнительные предложения
В своём Университете третьего возраста Ignatianum предлагает курсы для людей старше 50 лет, чтобы помочь им внести свой вклад в жизнь общества в пожилом возрасте. Также есть академия для детей.
С 1973 года Игнатианум издаёт книги и 6 научных журналов: два ежегодника — Ежегодник факультета философии и Ежегодник педагогического факультета — и три журнала, выходящих два раза в год — Философские форумы, Перспективы культуры и Горизонты образования — вместе с Горизонтами политики. Библиотека иезуитов на территории насчитывает более 400 000 томов и более 500 журналов (170 иностранных); есть современный читальный зал. Каталоги библиотеки компьютеризированы и доступны в Интернете. Профессорско-преподавательский состав университета включает 270 преподавателей и научных сотрудников. Образование получают 3730 студентов.